# 鮑爾曼田徑俱樂部
鮑爾曼田徑俱樂部（英語：Bowerman Track Club）是由Nike贊助的美國長跑訓練團隊，成立於2003年，與同為Nike贊助的奧勒岡田徑俱樂部保持競爭關係。該俱樂部分為職業隊、業餘菁英隊和壯年隊三個部分。職業隊伍由總教練傑瑞·舒馬赫和三名助理教練指導，其中助理教練沙兰·弗拉纳根曾獲得2008年北京奧運銀牌。業餘精英隊則由艾略特·希斯負責。

## 命名
為了紀念比爾·鮑爾曼在美國田徑界執教的卓越貢獻及其作為Nike共同創辦人的身份，該俱樂部以他的名字命名為「博威曼田徑俱樂部」。

## 職業隊成員
| 運動員                      | 入隊時間 | 特別成就                                                                    |
| --------------------------- | -------- | --------------------------------------------------------------------------- |
| 埃文·贾格尔（美国）         | 2008年   | 美國3000公尺障礙賽紀錄保持人 2016年里約奧運銀牌                             |
| 穆罕默德·艾哈邁德（加拿大） | 2014年   | 加拿大男子5000公尺、10000公尺紀錄保持人                                     |
| 卡麗莎·史威澤（美国）       | 2018年   |                                                                             |
| 尚恩·麥高第（美国）         | 2018年   |                                                                             |
| 基蘭·坦蒂瓦特（泰国）       | 2021年   | 泰國1英里、3000公尺、5000公尺以及10000公尺紀錄保持人 2018年雅加达亚运会銅牌 |
| Thomas Ratcliffe（美国）    | 2021年   |                                                                             |
| 克莉絲緹娜·阿拉貢（美国）   | 2022年   | 2016年世界U20田径锦标赛銅牌 九度入選全美明星隊                              |
| 賈斯汀·奈特（加拿大）       | 2023年   |                                                                             |
| 查爾斯·希克斯（英国）       | 2023年   | 就讀史丹佛大學期間蟬聯歐洲越野跑錦標賽U23 8公里組冠軍（2021年、2022年）     |
| 鄧肯·漢彌爾頓（美国）       | 2023年   |                                                                             |
| Kaylee Mitchell（美国）     | 2024年   |                                                                             |

## 外部連結
- 鮑爾曼田徑俱樂部的Instagram帳戶